# Матье де Три (маршал Франции)
Матье де Три (фр. Mathieu de Trie; ум. 26 ноября 1344) — французский военачальник, маршал Франции.

## Биография
Принадлежал к линии сеньоров де Вомен дома де Три. Сын Рено де Три, сеньора де Вомена, и Жанны де Одан (Удан).
Дворянин бальяжа Жизора, сеньор д’Арен, де Вомен, и прочее. Именовался Маи (Майё) де Три Младшим (Mahi (Mahieu) de Trie le Jeune), чтобы отличаться от дяди Маи де Три Старого. В 1315 году вступил в конфликт с графом Омальским; их спор дошел до рукоприкладства и был прекращен лишь благодаря королевскому вмешательству.
Был назначен маршалом Франции на место Жана де Бомона в июле 1318 или около 1320. Вместе с Жаном де Барром был послан в Артуа эскортировать графиню Маго, проследить за реституцией ее владений и исполнением договоров с мятежным дворянством, а также для окончательного подавления восстания. Был направлен в Сент-Омер с «отличной ротой» и заданием «сровнять с землей» замки Ранти, Сененгем, а позднее Тенгри и Фьенн.
Королевский комиссар, член ближнего королевского совета (1321), участвовал в коронации Карла IV.
Граф Эдуард де Бар по случаю планировавшегося брака своего наследника Анри с дочерью короля Иоганна Богемского в июне 1324 пожаловал Матье и его жене в пожизненное владение земли Кани и Каньель с двумя тысячами ливров дохода, но, так как супруги не получили обещанных денег, в 1325-м им было передано превотство Арш в Нормандии.
В 1324 году сопровождал Шарля де Валуа при завоевании Гиени в ходе войны Сен-Сардо, а в 1325-м вместе с Альфонсом Испанским и Милем де Нуайе командовал войсками, направленными против восставших фламандцев. По окончании войны 31 марта 1326 участвовал в заключении договора с королем Англии в Париже.
На Троицу 1328 года участвовал в коронации Филиппа VI с 13 рыцарями и 54 оруженосцами, которых содержал в Реймсе в течение 16 дней. Был в числе свидетелей на церемонии принесения Эдуардом III оммажа за Гиень 6 июня 1329 в Амьене и одним из комиссаров, посланных в Камбре для урегулирования спора между графом Фландрии и герцогом Брабантским из-за Мехелена, оконченного 2 августа 1334.
В 1337 году, находясь в Руане, со многими грансеньорами, обязался выставить отряд жандармов для завоевания Англии. В 1337—1339 годах участвовал в ассамблеях знати королевства в Турне, на границе Фландрии и Эно.
Провинция Нормандия с целью побудить короля перенести военные действия на английскую территорию в марте 1339 предложила выставить за свой счет 4 000 тяжеловооруженных всадников-дворян и 40 000 пеших, из которых 10 тысяч арбалетчиков. Нормандские сеньоры обещали сопровождать монарха в завоевательной экспедиции, «которая была весьма по вкусу нормандцам», вспомнившим времена Филиппа Августа, когда принц Людовик Лев едва не захватил Английское королевство. Среди подписавших обязательство был и Матье де Три.
В 1339 году командовал армией Филиппа VI, с которой король собирался дать Эдуарду сражение у Виронфосса в двух лье от Ла-Капели. По словам отца Ансельма, был послан туда вместе с маршалом Бертраном в отряде коннетабля Франции в ожидании прибытия герцога Нормандского, и командовал ротой из двух шевалье-баннеретов, 17 рыцарей не баннеретов и 180 оруженосцев, собранных 27 марта 1339 в Аррасе и служивших до 27 сентября 1340. В том году фламандцы перешли на сторону англичан и Три, командовавший на границе, зимой разграбил их земли.
По словам Жана Фруассара Филипп VI, не сумевший отговорить фламандцев от союза с Англией, приказал гарнизонам Турне, Дуэ, Лилля и других граничивших с Фландрией городов, «чтобы они, не жалея сил, повели войну против фламандцев. Те так и сделали».

Случилось же, что маршал Франции, мессир Матье де Три, той порой находился в городе Турне вместе мессиром Годмаром дю Фэ и многими другими сеньорами. Поэтому, собрав отряд в тысячу латников и 200 арбалетчиков, они однажды вечером, после ужина, выступили из Турне и ехали до тех пор, пока не прибыли под Куртре на рассвете дня. Примерно к часу они уже собрали всю добычу, которую нашли в близлежащей округе, но перед этим они подступили к самым воротам Куртре, перебили мужчин и женщин и сожгли все предместья со стороны Турне, а также многие другие дома и подворья, стоявшие вокруг города. Затем они двинулись вверх по реке Лис и проследовали до самого Варнетона, грабя все селения и захватывая весь скот, попадавшийся им на пути. Никто их не преследовал и не оказывал им сопротивления. Поэтому они спокойно отогнали в Турне 10 тысяч голов мелкого скота, 3 тысячи свиней и 2 тысячи голов крупного скота, не считая другой добычи. Благодаря этому продовольственные запасы жителей Турне очень сильно пополнились.— Фруассар Ж. Хроники. 1325—1339. — СПб., 2009. — С. 174
Затем в составе войска герцога Нормандского маршал участвовал в походе в Эно, где французы сожгли Форе, Вертен, Эскармен, Вандежи-о-Буа, Вандежи-сюр-Экайон, Бермерен, предместья Ле-Кенуа, затем город Баве и на обратном пути еще ряд поселений. После этого герцог Нормандский послал герцога Афинского, двоих маршалов, графа Осерского и «целых триста копий добрых воинов на резвых лошадях» в набег на Валансьен. К городу они приблизиться побоялись из-за угрозы обстрела, но сожгли Марли, после чего вернулись к Камбре, по пути спалив несколько городков.
В том же году вместе с Бертраном и другими знатными сеньорами он укрепился в Турне, обложенном королем Эдуардом в конце июля. Короли Англии и Франции заключили перемирие 20 сентября и осада была снята на следующий день.
В 1342 году король назначил Матье де Три генеральным наместником на границе Фландрии. Маршал, «исполненный почетом и славой», умер 26 ноября 1344.

## Семья
1-я жена: Жанна, дама д’Арен (ум. прсое 12.1324), вдова Рауля де Суассона, сеньора д’Отеля. 7 мая 1320 вместе со вторым мужем продала герцогу Бурбонскому свой парижский дом и приобрела у Жана де Суассона, прево и каноника в Реймсе, земли Коан и Кобель, принадлежавшие ее первому мужу, присоединив их к своей вдовьей доле, что было подтверждено королевским решением в мае 1323
2-я жена (2.09.1332): Ида де Мовуазен де Рони (ум. 1375), дочь Ги IV де Мовуазена, сеньора де Рони, и Лор де Понтьё, вдова графа Жана III де Дрё. 17 марта 1334 получила в качестве вдовьей доли земли Вомен, Льенкур, Ронкероль и Барнёй с Кани и Каньелем и 600 ливрами ренты с земли Бен, а в июне 1335 также землю Арен